# Parlamentswahl in Schottland 1999
- SSP: 1
- SLP: 56
- SGP: 1
- SNP: 35
- SLD: 17
- SCP: 18
- Unabh.: 1

- Austritt: 37
- Union: 92

Die Parlamentswahl in Schottland 1999 war die erste Wahl zum neu eingerichteten Parlament in Edinburgh und fand am 6. Mai 1999 statt. Gewählt wurden 129 Abgeordnete, 73 davon in Wahlkreisen nach relativem Mehrheitswahlrecht und 56 über Parteilisten in 8 Regionen.

## Spitzenkandidaten

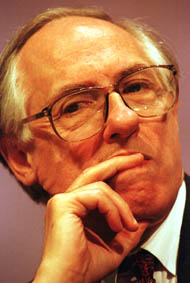
Donald Dewar (c. 1999–2000) Scottish Labour Party
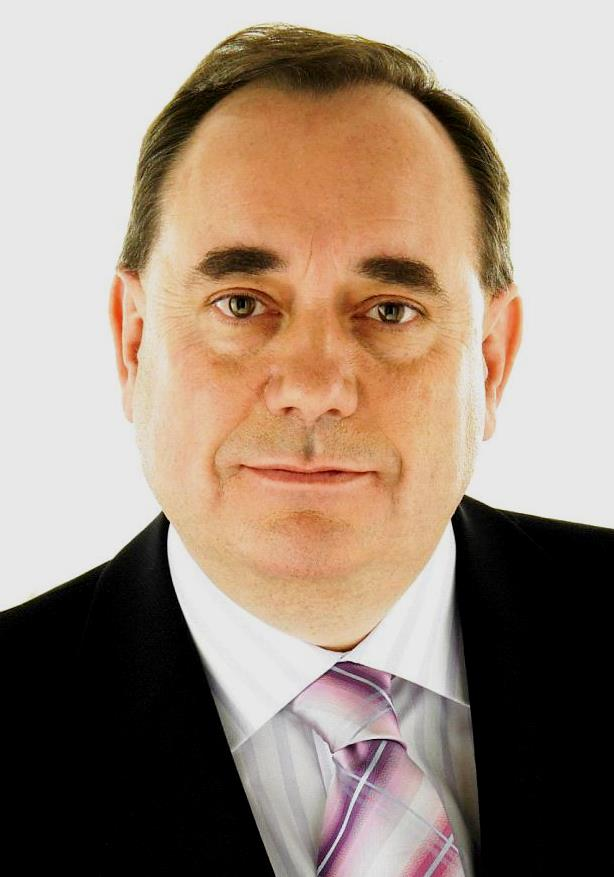
Alex Salmond (2011) Scottish National Party
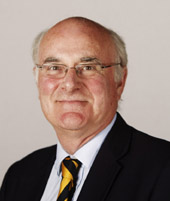
David McLetchie (2011) Scottish Conservative Party
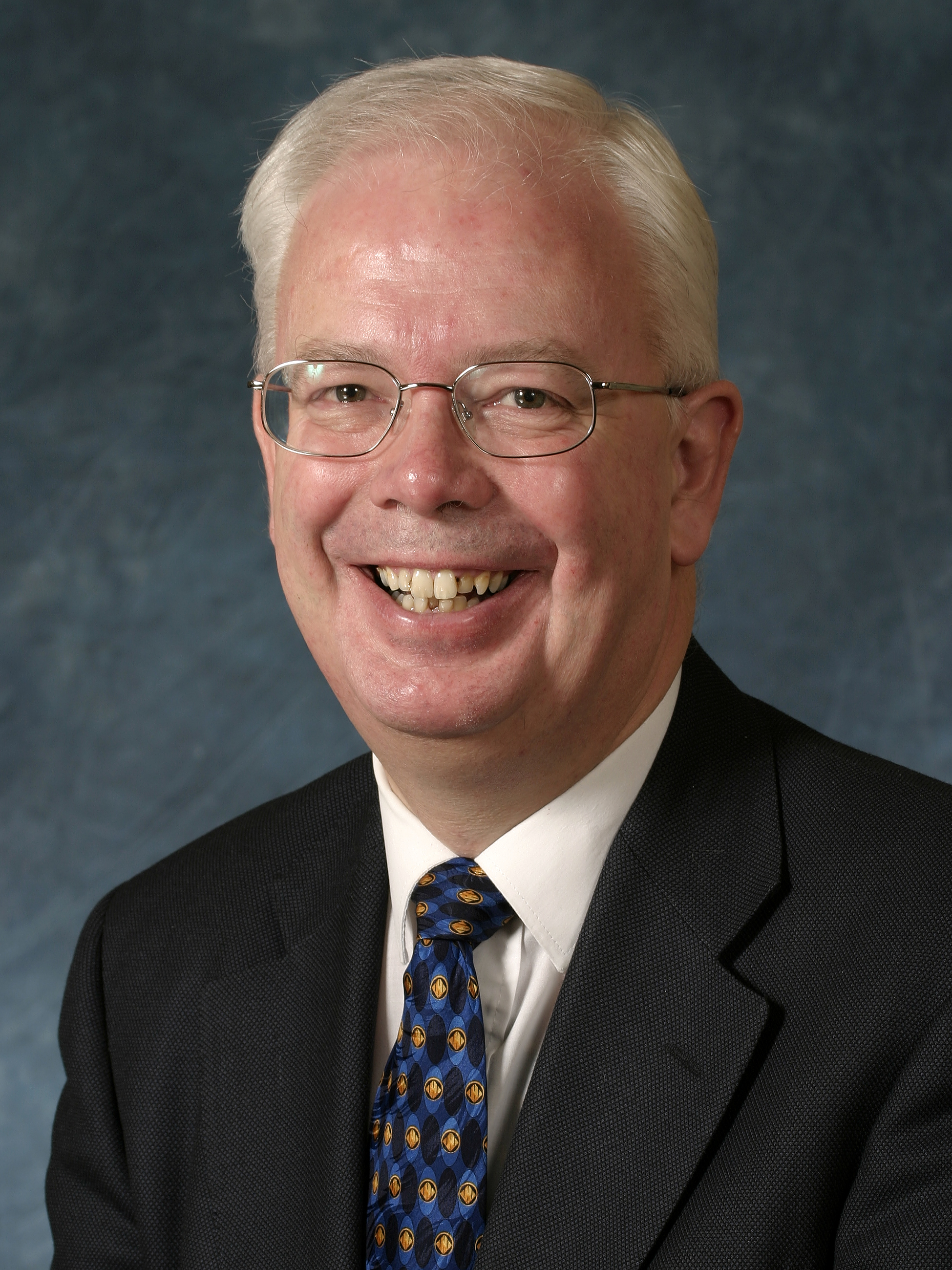
Jim Wallace (2003) Scottish Liberal Democrats

Spitzenkandidaten der kleineren Parteien:
- Scottish Green Party – Eleanor Scott & Robin Harper
- Scottish Socialist Party – Tommy Sheridan

## Wahlergebnis
| Partei                  | Partei                                 | Wahlkreis- stimmen | In %    | Wahlkreis- mandate | Listen- stimmen | In %    | Listen- mandate | Gesamt- mandate |
| ----------------------- | -------------------------------------- | ------------------ | ------- | ------------------ | --------------- | ------- | --------------- | --------------- |
|                         | Labour                                 | 908.392            | 38,8 %  | 53                 | 786.818         | 33,6 %  | 3               | 56              |
|                         | SNP                                    | 672.757            | 28,7 %  | 7                  | 638.644         | 27,3 %  | 28              | 35              |
|                         | Tories                                 | 364.225            | 15,6 %  | 0                  | 359.109         | 15,4 %  | 18              | 18              |
|                         | LibDems                                | 331.279            | 14,2 %  | 12                 | 225.774         | 12,4 %  | 5               | 17              |
|                         | Greens                                 | –                  | –       | –                  | 84.024          | 3,6 %   | 1               | 1               |
|                         | Socialists                             | 23.564             | 1,1 %   | 0                  | 46.635          | 2,0 %   | 1               | 1               |
|                         | Dennis Canavan (Unabhängiger Kandidat) | 18.511             | 0,8 %   | 1                  | 27.700          | 1,2 %   | 0               | 1               |
|                         | Socialist Labour                       | 5.268              | 0,2 %   | 0                  | 55.153          | 2,4 %   | 0               | 0               |
|                         | Andere                                 | 16.394             | 0,7 %   | 0                  | 50.068          | 2,1 %   | 0               | 0               |
| Insgesamt               | Insgesamt                              | 2.340.390          | 100,0 % | 73                 | 2.273.925       | 100,0 % | 56              | 129             |
| Wahlbeteiligung: 59,1 % |                                        |                    |         |                    |                 |         |                 |                 |

Ergebnisse der Wahl in den 73 Wahlkreisen:

Eine vollständige Auflistung aller Abgeordneten in dieser Legislaturperiode ist unter Liste der Mitglieder des Schottischen Parlaments (1. Wahlperiode) zu finden.

### Vergleich 1999/1997
Die Wahlkreiseinteilung war weitestgehend identisch mit den schottischen Wahlkreisen der Unterhauswahl 1997. Einzig der Unterhauswahlkreis Orkney and Shetland wurde in die beiden Wahlkreise Orkney und Shetland geteilt.
| Partei     | Wahlkreis- stimmen | +/-      | In %   | +/-    | Wahlkreis- mandate | +/- |
| ---------- | ------------------ | -------- | ------ | ------ | ------------------ | --- |
| Labour     | 908.392            | −374.961 | 38,8 % | −6,8 % | 56                 | −3  |
| SNP        | 672.757            | +55.497  | 28,7 % | +6,8 % | 7                  | +1  |
| Tories     | 364.225            | −128.834 | 15,6 % | −2,0 % | 0                  | 0   |
| LibDems    | 331.279            | −34.080  | 14,2 % | +1,2 % | 12                 | +2  |
| Greens     | –                  | −1,721   | –      | −0,1 % | –                  | –   |
| Socialists | 23.654             | +13,914  | 1,1 %  | +0,7 % | 0                  | 0   |
| Canavan    | 18.511             | +18.511  | 0,8 %  | +0,8 % | 1                  | +1  |
| Andere     | 21.662             | −20.285  | 0,9 %  | −0,6 % | 0                  | 0   |
| Gesamt     | 2.340.480          | −471.959 | –      | –      | 73                 | +1  |

Nach den Koalitionsverhandlungen bildete sich eine Labour-Liberaldemokratische Regierung unter Donald Dewar.